# Josef Klein (Sprachwissenschaftler)
Josef Klein (* 5. September 1940 in Stolberg (Rheinland)) ist ein deutscher Hochschullehrer und Politiker (bis 1979 CDU, dann parteilos).

## Leben
Nach dem Abitur studierte Klein Germanistik und Latein an der Universität zu Köln und Politische Wissenschaften an der Rheinisch-Westfälischen Technischen Hochschule Aachen. Er promovierte 1972 zum Dr. phil.
Bei der Bundestagswahl 1972 wurde Klein über die Landesliste der CDU Nordrhein-Westfalen in den Deutschen Bundestag gewählt, dem er bis 1976 angehörte. Er unterstützte die Ostpolitik der Regierung Brandt/Scheel und war einer von vier CDU-Abgeordneten, die für den Grundlagenvertrag zwischen der Bundesrepublik und der DDR stimmten. Von 1976 bis 1978 leitete er die Grundsatzprogramm-Kommission der CDU-Sozialausschüsse (CDA). Er war Mitglied der CDU bis 1979.
Von 1977 bis 1992 hatte Klein eine lehrende Tätigkeit am Institut für Germanistik in Aachen inne.

## Wissenschaft
Klein erhielt 1985 die akademische Lehrbefugnis für Germanistische Linguistik und war von 1992 bis 2000 Professor für Germanistische Sprachwissenschaft am Germanistischen Institut der Universität Koblenz-Landau. Von 2000 bis 2005 amtierte er als Präsident der Universität. Seit seiner Emeritierung arbeitet Klein am Otto-Suhr-Institut der FU Berlin.
Von 1987 bis 1993 war Klein Pressesprecher der Deutschen Gesellschaft für Sprachwissenschaft.
Kleins Schwerpunkte sind Pragmatik, Textlinguistik und Politolinguistik. Er gilt als „der profilierteste Vertreter der linguistischen Forschung zur Sprache in der Politik“ in Deutschland. Er erarbeitete Taxonomien der Kämpfe um politische Begriffe (Hauptkategorien: „Bezeichnungskonkurrenz“ und „Bedeutungskonkurrenz“) sowie der politischen Text- und Interaktionstypen und legte eine Systematik politischer Sprachstrategien vor. Er wies die für die Legitimierung politischen Handelns grundlegende Bedeutung eines „komplexen topischen Musters“ nach, bestehend aus „Daten“, „Datenbewertung“, „Prinzipien/Normen/Werten“ und „Zielsetzung“, häufig ergänzt um „Ursachen“ und um Hinweise auf „Konsequenzen“ des Handelns oder Nicht-Handelns. Klein verweist auf Indizien für eine zeit- und kulturübergreifende Geltung dieser mehrgliedrigen Argumentationsstruktur. Klein hat maßgeblichen Anteil daran, dass sich die linguistische Beschäftigung mit Sprache in der Politik nicht auf Schlagwort- und Metaphernforschung beschränkt, sondern zur Politolinguistik entwickelt wurde, die über die Lexik hinaus die Rollen von Satz, Text und Rede, verbalen Interaktionsformen (Verhandlung, Debatte etc.), Diskurs, Verfahren und Kampagne in politischen Zusammenhängen erforscht. Klein betont die interdisziplinären Bezüge zur Rhetorik und zur Politikwissenschaft.
Klein unternahm 1988 die erste empirische Untersuchung (290 Probanden) zur Kontroverse über eine Benachteiligung von Frauen durch das „generische Maskulinum“. Darin erwies sich, dass generisch maskuline Personenbezeichnungen deutlich stärker auf Männer als auf Frauen bezogen werden. Die Arbeit bestärkte die Bemühungen um geschlechtergerechte Sprache.
Er ist Mitglied der European Academy of Sciences and Arts.

## Schriften (Auswahl)
- Politik und Rhetorik. Eine Einführung, Springer VS, Wiesbaden 2019, ISBN 978-3-658-25454-4, ISBN 978-3-658-25455-1 (E-Book).
- Von Gandhi und al-Qaida bis Schröder und Merkel. Politolinguistische Analysen, Expertisen und Kritik, Frank & Timme, Berlin 2016, ISBN 978-3-7329-0123-4.
- Grundlagen der Politolinguistik. Frank & Timme, Berlin 2014, ISBN 978-3-7329-0110-4.
- Linguistische Hermeneutik politischer Rede. Eine Modellanalyse am Beispiel von Kanzler Schröders Verkündung der Agenda 2010. In: Fritz Hermanns / Werner Holly (Hrsg.): Linguistische Hermeneutik. Niemeyer, Tübingen 2007, ISBN 978-3-484-31272-2, S. 201–238.
- (Hrsg. mit Ulla Fix und Stephan Habscheid) Zur Kulturspezifik von Textsorten. Stauffenburg, Tübingen 2001, ISBN 3-86057-682-8.
- Komplexe topische Muster: Vom Einzeltopos zur diskurstyp-spezifischen Topos-Konfiguration. In: Thomas Schirren / Gert Ueding (Hrsg.): Topik und Rhetorik. Niemeyer, Tübingen 2000, ISBN 3-484-68013-X, S. 623–649.
- mit Iris Meißner: Wirtschaft im Kopf. Begriffskompetenz und Einstellungen junger Erwachsener zu Wirtschaftsthemen im Medienkontext. Peter Lang, Frankfurt a. M. 1999, ISBN 3-631-35309-X.
- (Hrsg. mit Ulla Fix) Textbeziehungen. Stauffenburg, Tübingen 1997, ISBN 3-86057-705-0.
- (Hrsg. mit Hajo Diekmannshenke) Sprachstrategien und Dialogblockaden. De Gruyter, Berlin / New York 1996, ISBN 3-11-015077-8.
- Kann man ´Begriffe besetzen`? Zur linguistischen Differenzierung einer plakativen politischen Metapher. In: Frank Liedtke, Martin Wengeler, Karin Böke (Hrsg.): Begriffe besetzen. Strategien des Sprachgebrauchs in der Politik. Westdeutscher Verlag, Opladen 1991, ISBN 3-531-12221-5, S. 44–69.
- Elefantenrunden ´Drei Tage vor der Wahl`. Die ARD-ZDF-Gemeinschaftssendung 1972–1987. Nomos, Baden-Baden 1990, ISBN 3-7890-2168-7.
- (Hrsg.) Politische Semantik. Westdeutscher Verlag, Opladen 1989, ISBN 3-531-12050-6.
- Benachteiligung der Frau im generischen Maskulinum – eine feministische Schimäre oder psycholinguistische Realität? In: Norbert Oellers (Hrsg.): Das Selbstverständnis der Germanistik. Aktuelle Diskussionen. Germanistik und Deutschunterricht im Zeitalter der Technologie. Band 1. Vorträge des Germanistentages Berlin 1987, Niemeyer, Tübingen 1988, ISBN 3-484-10593-3, S. 310–319.
- Die konklusiven Sprechhandlungen. Studien zur Pragmatik, Semantik, Syntax und Lexik von BEGRÜNDEN, ERKLÄREN-WARUM, FOLGERN und RECHTFERTIGEN. Niemeyer, Tübingen 1987, ISBN 3-484-31076-6 (auch Habilitationsschrift).
- mit Karl-Joachim Kierey und Norbert Lammert: Bürgernahe Organisation großstädtischer Parteien. Knoth, Melle 1983, ISBN 3-88368-076-1.
- (Hrsg. mit Gunter Presch) Institutionen – Konflikte – Sprache. Niemeyer, Tübingen 1981, ISBN 3-484-10426-0.
- Textlinguistische Studien zu Gottfrieds von Straßburg ´Tristan`. Dissertation Aachen 1972.
- Hajo Diekmannshenke, Iris Meißner (Hrsg.): Politische Kommunikation im historischen Wandel. Festschrift zum 60. Geburtstag von Josef Klein. Staufenburg, Tübingen 2001, ISBN 3-86057-720-4.